# Minuscule - La valle delle formiche perdute
Minuscule - La valle delle formiche perdute (Minuscule - La vallée des fourmis perdues) è un film del 2013 scritto e diretto da Thomas Szabo e Hélène Giraud.

## Trama
Attraverso il microcosmo degli insetti un racconto più grande sulla natura, sul pianeta, sull'essere umano. Dall'insetto all'essere umano: il rispetto per l'altro e per dove viviamo. Dai resti di un pic nic scoppia una guerra per una scatola di zucchero tra due formicai. Nella battaglia una piccola coccinella diventa amica di una formica nera. Insieme a lei salverà il formicaio delle formiche nere dall'assalto di quelle rosse.

## Personaggi
Nei personaggi è stato ricercato un equilibrio tra realtà e fantasia, tra il documentario naturalistico e il film di animazione. Per tale motivo i personaggi sono stati realizzati senza una "umanizzazione" delle loro emozioni.
- Mandibola: è il capo delle formiche nere. Adotta la coccinella orfana e con lei combatte l'armata delle formiche rosse.[1]
- La coccinella: giovane, spericolata e a volte imprudente. Impara ad apprendere i propri limiti e come, pur con delle dimensioni così ridotte, si possano fare grandi cose.[1]
- Butor: testardo tanto da fare della cosa una questione personale. Spietato. Fa di tutto per rubare alle formiche nere lo zucchero che trasportano.[1]

## Produzione

### Regia
Thomas Szabo con Hélène Giraud diresse un cortometraggio con insetti realizzati al computer e reali con foto di paesaggi. Il produttore francese Philippe Delarue della (Futurikon) gli propose di realizzare una serie TV e un film. Furono realizzate, così, la prima e la seconda serie per la TV francese Minuscule - La vie privée des insectes con un successo di critica e pubblico di tutte le età e culture. In Francia vennero vendute oltre seicentocinquantamila copie di DVD.
Sul sito ufficiale viene definito come "una sorta di Signore degli Anelli negli insetti".
Vi è qualche eco di Ant Bully - Una vita da formica. È già distribuito in più di trenta paesi. Nelle sale francesi ha debuttato il 29 gennaio 2014 con quattrocentomila spettatori, in soli cinque giorni.

### Sceneggiatura
Nella serie TV gli episodi erano piccole favole, scritte come degli Haiku, da cui, la forma del corto di 4-5 minuti.
Con la trasposizione cinematografica il racconto diventa quasi narrazione epica. L'ambientazione diventa quella della campagna della Normandia e dei grandi parchi nazionali. Il formato, passa dai 16/9 al 2:35 cinemascope 3D per dare una migliore intensità a inquadrature e personaggi.
Vi è stata ispirazione dai film di Buster Keaton e Charlie Chaplin e riferimenti a Guerre stellari e Psyco. Lo scopo è stato quello di cercare di rendere il film fruibile da un pubblico eterogeneo e delle diverse età.

#### Temi trattati
Ecologia, rispetto dell'ambiente, attenzione per l'inquinamento e il riciclo dei rifiuti.
Un invito a rispettare la natura, la biodiversità e gli insetti. La consapevolezza della fragilità dell'ecosistema. Un invito a comprendere l'universo ambientale in cui viviamo.

### Riprese
Cinque anni di lavoro dallo storyboard iniziale, poi le riprese, sino alla realizzazione finale del film.

### Location
L'ambientazione: lo scenario è quello della natura. L'intento è quello di farla comprendere e amare. Si passa da paesaggi con prati, torrenti, rocce alla foresta, alle radure in ampie vallate. Le scene sono state girate nel sud della Francia: nel Parco nazionale del Mercantour, nel Parco nazionale degli Écrins, nelle zone della Provenza e della Costa Azzurra (Nizza).

## Colonna sonora
Il commento sonoro parimenti diventa più espressivo. Nella serie TV non vi era una particolare importanza, ora diviene commento sonoro. Sessanta musicisti hanno preso parte alla registrazione della colonna sonora che è stata composta da Hervé Lavandier e registrata presso gli AIR Studios di Londra. Sono stati utilizzati strumenti a fiato come l'oboe, il clarinetto e il flauto per dare delicatezza e vivacità e una pluralità di emozioni. Come in Pierino e il lupo ogni musicista solista da voce alla caratterizzazione dei personaggi. Alastair King, autore di colonne sonore di noti film come Shrek, Galline in fuga e Harry Potter ha diretto i sessanta musicisti.

## Riconoscimenti
Selezionato dal Festival internazionale del cinema di San Sebastián, dal Brisbane International Film Festival e dal Mumbai Film Festival, ha ottenuto i seguenti riconoscimenti:
- 2013 - Tallinn Black Nights Film Festival
  - Nomination Miglior film per l'infanzia
- 2014 - European Film Academy
  - candidato Miglior Film d'Animazione Europeo 2014
- 2015 - Premio Magritte
  - Miglior film straniero in coproduzione

## Distribuzione
- 29 gennaio 2014 in Francia (Minuscule - La vallée des fourmis perdues)
- 22 gennaio 2015 in Italia (Minuscule - La valle delle formiche perdute )

## Citazioni e riferimenti
Il film richiama la serie TV francese Minuscule - La vie privée des insectes degli stessi autori.
Nel film compare la casa in miniatura del film Psyco.